# Michel Terestchenko (philosophe)
Pour les articles homonymes, voir Terechtchenko.
Ne doit pas être confondu avec Michel Terestchenko (homme d'affaires).
Michel Terestchenko, né le 17 septembre 1956 à Londres, est un philosophe français, spécialiste de philosophie morale et politique.

## Biographie
Michel Terestchenko a été reçu second à l'agrégation de philosophie en 1981 (1er à l'écrit). Après avoir été diplômé de l'Institut d'études politiques de Paris, Michel Terestchenko est docteur de l'université Paris-IV (1994), et habilité à diriger des recherches.
Il est maître de conférences en philosophie à l’Université de Reims-Champagne-Ardenne, à Sciences-po Paris, puis à l'Institut d'études politiques d'Aix-en-Provence, où il a enseigné la philosophie politique et l'éthique.
Il publie régulièrement des articles, notamment dans la Revue du MAUSS, ainsi que des tribunes dans divers quotidiens (La Croix, Le Monde).
Il tient également un blog, et dispense régulièrement des conférences en ligne, Les Rendez-Vous Philo de Michel Terestchenko.

## Recherches
Auteur de neuf ouvrages, traitant principalement de philosophie politique et de morale, mais également de la philosophie et de la littérature, ses recherches portent notamment sur la contestation du paradigme de l’utilitarisme ou encore sur la torture et la démocratie. Ils ont été traduits en plusieurs langues.
Son essai Un si fragile vernis d’humanité, banalité du mal, banalité du bien, publié à La Découverte en 2005 puis en poche en 2007, fut considéré comme un des ouvrages les plus influents de l'année[réf. nécessaire]. S'appuyant sur des cas historiques (Franz Stangl, le commandant de Treblinka, en particulier), des expériences de psychologie sociale (Milgram, Zimbardo, etc.), l'auteur propose une réflexion de philosophie morale visant à repenser les conduites humaines face au mal selon de nouveaux paradigmes : « présence à soi » et « absence à soi », plutôt qu'égoïsme et altruisme.
Son livre Les Complaisantes, écrit en collaboration avec l'historien Édouard Husson, est une critique des Bienveillantes de Jonathan Littell et une réflexion sur le traitement du mal en littérature.
Cette réflexion se poursuit et prend une nouvelle forme dans son Du bon usage de la torture ou comment les démocraties justifient l'injustifiable (La Découverte, 2007) dans lequel Terestchenko dénonce les dérives des sociétés démocratiques contemporaines (États-Unis, France, Angleterre, Israël, etc). L'auteur analyse les termes des débats qui se sont déroulés aux États-Unis au lendemain du 11 septembre 2001, et dénonce dans l'hypothèse de la "bombe à retardement" une parabole perverse qui sert de justification frauduleuse à l'idéologie libérale de la torture.
Dans son ouvrage, publié en mai 2015, L'ère des ténèbres (Éditions le Bord de l'eau), Michel Terestchenko actualise les réflexions menées dans les ouvrages précédents sur la dimension politique du mal. L'ouvrage s'ouvre sur une longue analyse des Carnets de Guantanamo de Mohamedou Ould Slahi, un témoignage terrifiant sur l'engrenage infernal dans lequel ce jeune mauritanien, accusé à tort de terrorisme, a été entraîné dans les centres de détention et de torture en Jordanie, en Afghanistan puis à Cuba. Selon l'auteur, la "guerre contre le terrorisme" nourrit des violences en miroir sans fin qui mettent aux prises les démocraties occidentales et les mouvances de l'islamisme radical dans une logique manichéenne d'affrontement où chaque camp prétend incarner le Bien et l'autre la figure du Mal. Ces états de violence se déploient sur un espace déterritorialisé dans la violation de la règle de droit (torture, détentions extrajudiciaires, assassinats prétendument ciblés, usage croissant de drones armés, etc.). Ils induisent, du fait de l'argument sécuritaire, des dynamiques de transformation interne mettant en péril les principes fondamentaux des démocraties libérales et les droits à l'inviolabilité de la vie privée des individus. Aucune de ces mesures n'a pourtant été en mesure d'endiguer la tache de sang meurtrière de l'islamisme radical. Michel Terestchenko en appelle donc à un débat public sur ces politiques. Pratiquant un regard croisé, il revient, en même temps, sur les origines "intellectuelles" de l'islamisme radical (en particulier chez Sayyid Qutb) et tente de dégager les raisons de son développement dans le monde musulman, ainsi que les causes de la radicalisation à laquelle on assiste en particulier en France.
En 2018, Michel Terestchenko a consacré un ouvrage à la littérature et le bien, sous le titre Ce bien qui fait mal à l'âme, la littérature comme expérience morale (Éditions Don Quichotte). Contestant l'affirmation de Georges Bataille selon laquelle "Si la littérature ne s'occupe pas du mal, elle devient vite ennuyeuse", il explore les richesses inexplorées que l'on découvre dans certains des plus grands romans de la littérature, tels Temps difficiles de Charles Dickens, L'idiot de Dostoïevski, Les Misérables de Victor Hugo, Billy Budd de Hermann Melville ou encore La pitié dangereuse de Stefan Zweig. À la faveur d'analyses présentées comme de véritables expériences morales et métaphysiques, il montre en quelle manière le lecteur se trouve profondément transformé par ce qu'il appelle "L'expérience impitoyable du bien".
Michel Terestchenko a publié, en septembre 2020, Les scrupules de Machiavel aux éditions Jean-Claude Lattès. Revenant sur la vie, peu connue, du Secrétaire florentin, il expose les aspects essentiels qui dessinent la figure du prince bon contraint par les circonstances d'entrer dans la nécessité du mal. Puis il actualise cette pensée, insistant sur sa dimension morale - l'importance du scrupule. Un long chapitre est consacré à la personnalité complexe du président Obama qui incarne, aux yeux de l'auteur, la figure du prince machiavélien. Michel Terestchenko montre enfin en quelle manière la pensée de Machiavel ne cesse de  nous inspirer en temps de crise et grande incertitude.

## Ouvrages
- Enjeux de philosophie politique moderne : les violences de l'abstraction, PUF, « Politique d’aujourd’hui », 1992, 288 p.
- Avec Philarète-Laurent Motte, Le Nouveau Catéchisme contre la foi des Pères : une réponse orthodoxe, Lausanne, L'Âge d'homme, 1993  (ISBN 2-8251-0465-5)  — traduit en roumain.
- Les Grands Courants de la philosophie politique, Seuil, « Mémo », 1996. 96 p.
- Amour et désespoir : de François de Sales à Fénelon, Seuil, « Points : essais », 2000, 414 p.
- Philosophie politique. Vol. 1, Individu et société, Hachette éducation, « Les fondamentaux », volume 34, 2006 [1ère éd. 1994], 155 p.
- Philosophie politique. Vol. 2, Éthique, science et droit, Hachette éducation, « Les fondamentaux », volume 35, 2007 [1ère éd. : 1994], 157 p.
- Un si fragile vernis d’humanité : banalité du mal, banalité du bien, La Découverte, « Recherches : Mauss », 2005, 302 p. Traduit en russe et en allemand.
- en collaboration avec Édouard Husson, Les Complaisantes, Jonathan Littell et l'écriture du Mal, F. X. de Guibert, 2007.
- Du bon usage de la torture, ou comment les démocraties justifient l'injustifiable, La Découverte, 2008. Traduit en portugais (Brésil) et en japonais.
- Leçons de philosophie politique moderne. Les violences de l’abstraction (2013),
- L'ère des ténèbres, coll. "La bibliothèque du Mauss", Éditions Le Bord de l'eau, 2015.
- Ce bien qui fait mal à l'âme, éd. Don Quichotte, 2018
- Les Scrupules de Machiavel, JC Lattès, 2020